# The Order (film, 2024)
Pour les articles homonymes, voir The Order.
Pour plus de détails, voir Fiche technique et Distribution.
The Order est un thriller américain réalisé par Justin Kurzel et sorti en 2024. Écrit par Zach Baylin, le scénario est basé sur le livre The Silent Brotherhood de Kevin Flynn et Gary Gerhardt, publié en 1989, traitant du groupe suprémaciste blanc The Order actif aux États-Unis durant les années 1980. Il est présenté en compétition à la Mostra de Venise 2024.

## Synopsis
Dans les années 1980, un agent du FBI travaillant dans l'Idaho remarque une augmentation des crimes (braquages de banques, contrefaçons, vols de véhicules blindés, etc.) dans le Nord-Ouest des États-Unis. Il tente de prouver que ces actes ne sont pas l'œuvre du crime organisé, mais plutôt d'un groupe radical de nationalistes blancs, The Order, dirigé par un certain Bob Mathews.

## Fiche technique
Sauf indication contraire, les informations mentionnées dans cette section peuvent être confirmées par la base de données cinématographiques IMDb,  présente dans la section « Liens externes ».
- Titre original : The Order
- Réalisation : Justin Kurzel
- Scénario : Zach Baylin
- Musique : Jed Kurzel
- Décors : Karen Murphy
- Montage : Nick Fenton
- Production :  Stuart Ford, Bryan Haas et Jude Law
- Sociétés de production : AGC Studios, Riff Raff Entertainment et Chasing Epic Pictures
- Société de distribution : Prime Video (France)
- Pays de production :  États-Unis
- Langue originale : anglais
- Format : couleur
- Genre : thriller, policier, drame
- Durée : 117 minutes
- Dates de sortie :
  - Italie : 31 août 2024 (Mostra de Venise 2024)
  - États-Unis : 6 décembre 2024 (en salles)
  - France : 6 février 2025 (sur Prime Video)

## Distribution
- Jude Law (VF : Alexis Victor ; VQ : Martin Watier) : Terry Husk
- Nicholas Hoult (VF : Damien Boisseau ; VQ : Xavier Dolan) : Bob Mathews
- Tye Sheridan (VF : Gabriel Bismuth-Bienaimé ; VQ : Nicolas Bacon) : Jamie Bowen
- Jurnee Smollett (VF : Jessica Monceau ; VQ : Sofia Blondin) : Joanne Carney
- Alison Oliver (VQ : Elisabeth Gauthier Pelletier) : Debbie Mathews
- Marc Maron (VF : Jean-Baptiste Marcenac ; VQ : Sébastien Dhavernas) : Alan Berg
- Odessa Young (VQ : Ludivine Reding) : Zillah Craig
- Huxley Fisher : Clinton Mathews
- Sebastian Pigott (VF : Emmanuel Lemire ; VQ : Nicholas Savard-L'Herbier) : Bruce Pierce
- Phillip Forest Lewitski (VQ : Marc-André Brunet) : David Lane
- George Tchortov (VQ : Alexis Lefebvre) : Gary Yarbrough
- Victor Slezak (VF : Guillaume Orsat ; VQ : Jacques Lavallée) : Richard Butler
- Philip Granger (VQ : Alain Zouvi) : Shérif Loftlin
- Daniel Doheny : Walter West

## Production

### Genèse et développement
Le 3 février 2023, Deadline Hollywood annonce que Jude Law et Nicholas Hoult interprèteront les rôles principaux du thriller The Order réalisé par Justin Kurzel d'après un scénario de Zach Baylin basé sur The Silent Brotherhood, un livre publié en 1989 par Kevin Flynn et Gary Gerhardt.
Deadline annonce alors également que le film est coproduit par AGC Studios, par Riff Raff Entertainment (société de Jude Law) et par Chasing Epic Pictures (Bryan Haas).
En mai 2023, Deadline précise que Tye Sheridan, Jurnee Smollett, Odessa Young, Alison Oliver et Marc Maron rejoignent la distribution,.
Selon Variety, Prime Video assurera la distribution au niveau international, en dehors des États-Unis.

### Tournage
Le tournage se déroule à partir du 11 mai 2023 dans l'Alberta, au Canada,. Les prises de vues s'achèvent en juin suivant.

## Distinctions

### Sélection
- Mostra de Venise 2024 : en compétition officielle[6]